# Ephesia eminens
Ephesia eminens là một loài bướm đêm trong họ Noctuidae.